# Harriet Cohen

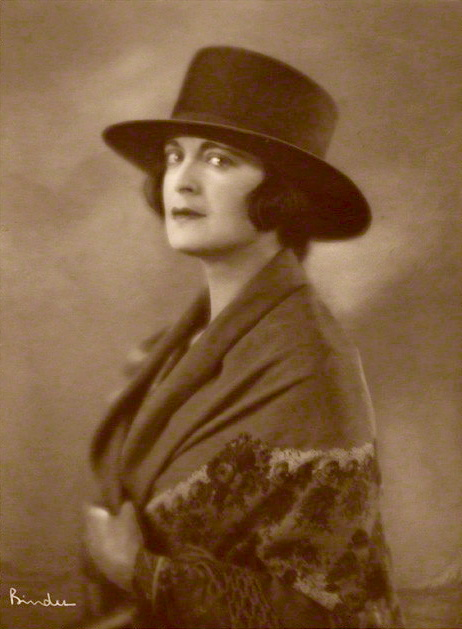
Harriet Cohen, Fotografie (um 1920) von Alexander Binder

Harriet Pearl Alice Cohen CBE (* 2. Dezember 1895 in London; † 13. November 1967 ebenda) war eine der herausragendsten britischen Pianistinnen in der ersten Hälfte des 20. Jahrhunderts.

## Leben
Harriet Cohen trat im Alter von 13 Jahren erstmals öffentlich als Pianistin in Erscheinung. Von 1912 bis 1917 studierte sie an der Londoner Royal Academy of Music und ergänzte ihre Ausbildung bei Tobias Matthay, an dessen Schule sie auch selbst unterrichtete.
Im Lauf ihrer Karriere trat sie solistisch, als Kammermusikpartnerin beispielsweise mit Lionel Tertis und William Primrose sowie mit Orchestern auf. Konzertreisen führten Harriet Cohen in den 1920er- bis 1940er-Jahren durch Europa und nach Amerika. Ihre Schwerpunkte galten neben der Musik Johann Sebastian Bachs und der elisabethanischen Epoche wie etwa William Byrd oder Orlando Gibbons derjenigen ihrer englischen Zeitgenossen, so spielte sie beispielsweise 1933 die Uraufführung des ihr gewidmeten Klavierkonzerts von Ralph Vaughan Williams. Arnold Bax, mit dem sie eine langjährige Liebesbeziehung verband, schrieb eine Reihe von Kompositionen für sie. Béla Bartók widmete ihr die letzten sechs Stücke seines Mikrokosmos. Außerdem setzte sich Harriet Cohen für die Klaviermusik russischer Komponisten wie Schostakowitsch oder Kabalewski ein. Eine Verletzung der rechten Hand zwang sie 1948, sich für mehrere Jahre auf das Repertoire für die linke Hand zu beschränken. 1960 zog sie sich endgültig vom Konzertpodium zurück.
Zu den verschiedenen Ehrungen Cohens zählte beispielsweise die Ernennung zum Commander of the British Empire 1938. 1951 wurde der Harriet Cohen International Music Award ins Leben gerufen. Harriet Cohen war als Vizepräsidentin der Women’s Freedom League auch als Frauenrechtlerin aktiv und dem Jüdischen Nationalfonds verbunden. Vor dem Zweiten Weltkrieg konzertierte sie gemeinsam mit dem Palestine Symphony Orchestra.
1969 erschienen Harriet Cohens Memoiren posthum unter dem Titel A Bundle of Time in London.